# Marigné-Peuton

Marigné-Peuton este o comună în departamentul Mayenne, Franța. În 2009 avea o populație de 561 de locuitori.